# Horace Waller
Pour les articles homonymes, voir Waller.
Le révérend Horace Waller (1833 - 1896) est un pasteur anglican qui fut d'abord, de 1861 à 1863, le surintendant laïc des Missions d'Afrique Centrale des Universités sous la direction de l'évêque Charles F. Mackenzie.
Il participa de 1851 à 1853 à l'expédition du Zambèze de David Livingstone (1813-1873). Une gazelle découverte durant cette expédition, la gazelle de Waller (Litocranius walleri), porte aujourd'hui son nom.
En 1864, Waller revint en Angleterre, fut ordonné et prit un poste poste pastoral, tout en devenant, en 1870, membre du comité de la Société pour l'abolition de l'esclavage.

## Chronologie
Il est né à Londres en 1833. Après sa scolarité, il commence sa carrière comme employé dans l'affaire de courtage en bourse de son père.
En 1863, il démissionne de son poste à la Mission des Universités à la suite d'un différend avec l'évêque T.G. Tozer, le successeur de Mackenzie, au sujet des conditions de libération des esclaves qui étaient sous la protection de la Mission.
En 1867, il devient curé de St. John's Chatham. En 1874, il est nommé vicaire de Leytonstone, Essex et publie les journaux de David Livingstone. De 1874 à 1895, il est recteur de Twywell, Thrapston, Northamptonshire
Horace Waller est mort en 1896 à East Liss, Hampshire.

## Publications
- 1888 : On Some African Entanglements of Great Britain
- 1890 : Nyassaland : Great Britain's Case Against Portugal
- 1891 : Ivory, Apes, and Peacocks : an African Contemplation
- 1893 : Health Hints for Central Africa
- 1894 : Slaving and Slavery in our British Protectorates, Nyssaland and Zanzibar
- 1896 : The Case of Our Zanzibar Slaves : Why Not Liberate Them?